# Kazoku

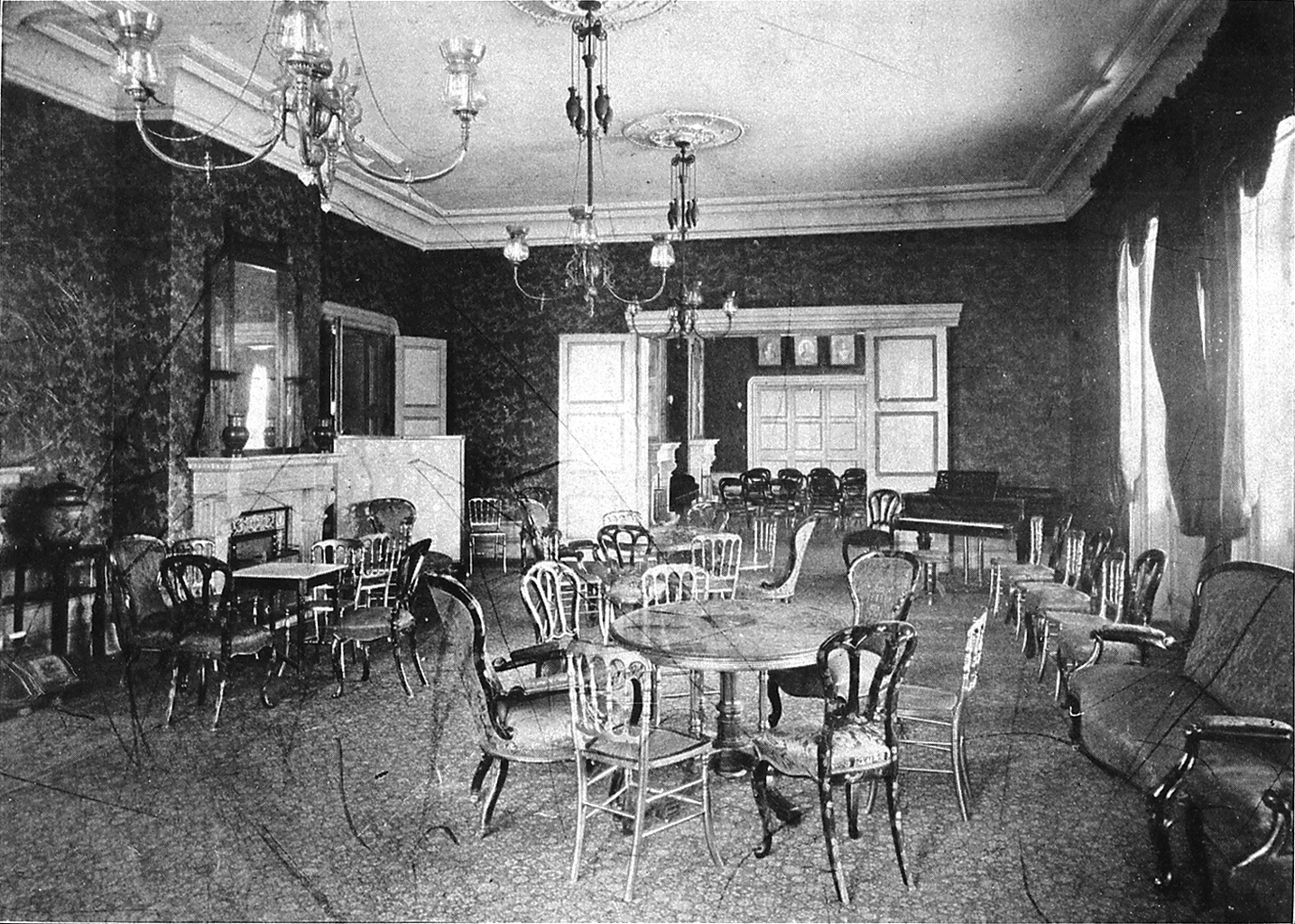
Intérieur du club des pairs à Tokyo, en 1912.

Le kazoku (華族, littéralement « ascendance fleurie ») est la noblesse du Japon, entre 1869 et 1947.

## Histoire
En 1869, les oligarques de la période Meiji, dans le cadre de leurs réformes d'occidentalisation du système politique japonais, fusionnèrent le kuge (la noblesse de la cour impériale de Kyoto) et les daimyos (les seigneurs féodaux) en une seule classe aristocratique. Itō Hirobumi, un des acteurs de la restauration de Meiji et plus tard l'un des auteurs de la Constitution de 1889, destinait le kazoku à servir de rempart pour l'empereur et l'institution impériale « restaurée ».

## Organisation

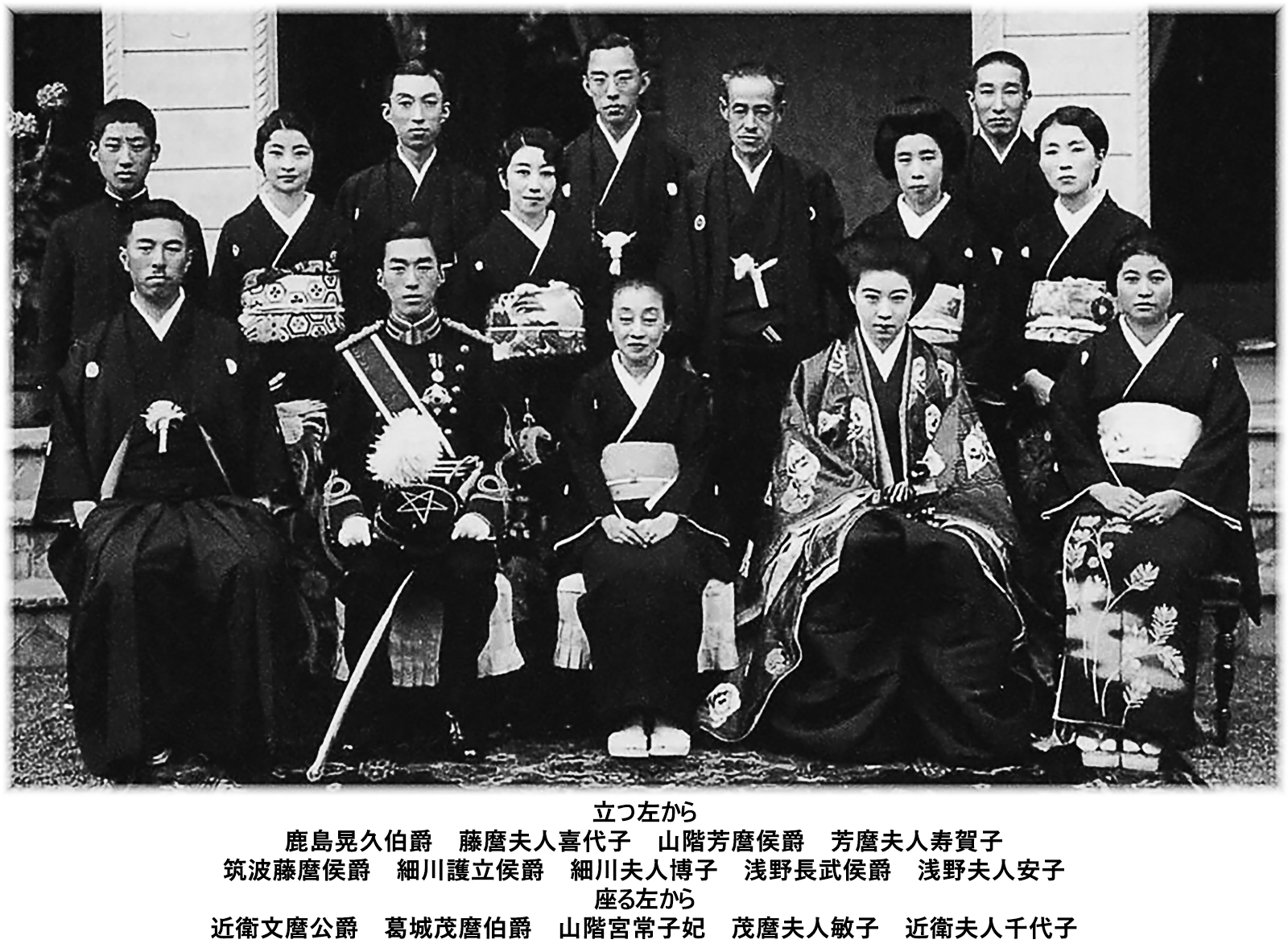
Kazoku, photo de groupe.

En plus de la noblesse préexistante, les dirigeants japonais accordèrent le statut de kazoku aux personnes ayant brillamment servi le pays. En 1884, le gouvernement divisa le kazoku en cinq rangs explicitement basés sur la noblesse britannique. Ce système utilise des titres dérivés des anciens titres de noblesse chinois qui, fortuitement, sont au nombre de cinq :
- prince ou duc (公爵, kōshaku?)
- marquis (侯爵, kōshaku?)
- comte (伯爵, hakushaku?)
- vicomte (子爵, shishaku?)
- baron (男爵, danshaku?)

Comme dans la noblesse britannique, seuls le porteur actuel du kazoku et son consort étaient considérés comme appartenant au kazoku. Les nobles des deux premiers rangs, à savoir les princes et les marquis, devenaient automatiquement membres de la chambre des pairs dès leur nomination ou dès leur majorité (pour les pairs étant mineurs à leur nomination). Les comtes, vicomtes et barons élisaient 150 représentants de leur rang pour siéger dans cette assemblée.
Ces titres se transmettent selon la règle de la primogéniture, bien que les maisons nobles adoptent souvent des fils de branches collatérales de leur propre famille pour empêcher leur lignée de s'éteindre. En 1904, un amendement de la loi de 1889 permet aux princes mineurs (ō) de la famille impériale de renoncer à leur statut impérial et de devenir eux-mêmes pairs ou héritiers de pairs sans descendance. Initialement, il y avait 11 princes (n'appartenant pas à la famille impériale) ou ducs, 24 marquis, 76 comtes, 324 vicomtes et 74 barons pour un total de 509 pairs. En 1928, après de nombreuses promotions et anoblissements, il y avait un total de 954 pairs (18 princes ou ducs, 40 marquis, 108 comtes, 379 vicomtes et 409 barons).
La distribution des titres aux familles issues du kuge dépendait de la plus haute fonction occupée par un des membres de la famille. Ainsi, les héritiers des cinq familles de régents (go-seike), branches du clan Fujiwara, devinrent tous princes : Konoe, Takatsukasa, Kujo, Ichijō et Nijō. Les chefs des autres familles issues du kuge furent faits marquis : Daigo, Hamuro, Hirohata, Kazan'in, Kikutei, Koga, Nakamikado, Nakayama, Oinomikado, Saga, Sanjo, Saionji, Shijo et Tokudaiji. De plus, la famille Sho, l'ancienne famille royale des îles Ryūkyū, se vit également attribuer le titre de marquis.
Hormis les Tokugawa, la distribution des titres de kazoku pour les anciens daimyos dépendait du revenu en riz de ces seigneurs féodaux : ceux qui percevaient plus de 150 000 koku devinrent marquis, ceux qui percevaient plus de 50 000 koku devinrent comtes, etc. L'ancien shogun, Tokugawa Yoshinobu, devint prince, les chefs des branches primaires de la famille Tokugawa (shimpan daimyō) devinrent marquis et les chefs des branches secondaires devinrent comtes.
La Constitution actuelle du Japon, datant de 1947, abolit le kazoku et mit fin à l'utilisation des titres de noblesse en dehors de la famille impériale. Néanmoins, les descendants des anciennes familles du kazoku continuent à occuper des postes de première importances dans la société et l'industrie.